# Kim Won-bong
Kim Won-bong (김원봉, 金元鳳; Miryang, 1898 – Corea del Nord, 1958) è stato un anarchico, generale indipendentista e statista coreano.

## Biografia
Kim Won-bong nacque a Miryang. Il padre era Kim Ju-Ik mentre la madre era Lee Gyeong-Nyeom. Lee morì dopo il parto del fratello di Kim Won-bong, Kyung-Bong.
Nel febbraio del 1919, Kim entrò nell'Accademia militare di Shinheung (신흥무관학교?, 新興武官學校LR) e la frequentò per sei mesi. Il 9 novembre dello stesso anno Kim organizzò in clandestinità un gruppo di nazionalisti conosciuto come Corpo eroico (의열단; 義烈團), con Yang Gun-ho, Gwak Jae-ki, Han Bong-geun, Kim Ok, e altri. Fra gli obiettivi del Corpo Eroico vi era l'uccisione degli ufficiali giapponesi e dei loro collaboratori, assieme ad attacchi alle basi giapponesi. Dopo esser diventato il leader del Corpo Eroico, Kim Won-Bong capì che non poteva realizzare gli obiettivi dell'organizzazione a causa di un insufficiente numero di membri. Così si arruolò nell'Accademia militare di Whampoa nel 1926. Kim usò lo pseudonimo di "Choi Rim" e organizzo il Partito nazionale rivoluzionario coreano, e il Partito di ricostruzione comunista di Joseon.
Il Partito rivoluzionario venne fondato a Shanghai nel 1935 da un gruppo di partiti coreani nazionalisti di sinistra, organizzato da Kim Kyu-sik, Kim Won-Bong and Cho Soang. Il 10 luglio 1937, dietro invito del governo della Repubblica di Cina, Kim andò a Lushan, il centro di conferenze e riposo del governatore cinese. Durante la sua permanenza, i governatori cinesi insistettero sulla sua collaborazione con il fronte unito contro l'imperialismo giapponese. Prima del suo ritorno, Won-bong ricevette un generoso finanziamento da parte del governatore cinese.
Kim Won-Bong servì come comandante deputato dell'Esercito di liberazione coreano(한국 광복군) del Governo provvisorio della Repubblica di Corea. Dopo l'indipendenza coreana, fece ritorno in Corea assieme ai governatori della Repubblica il 3 dicembre. Dopo la liberazione, partecipò ad un incontro con Kim Gu, Kim Kyu-sik e Pak Hon-Yong.
Kim Won-Bong si sposò due volte. La sua prima moglie, Choi Dong-seon, morì giovane. Dopo la sua morte, sposò Park Cha-jeong. Ebbe due figli e una figlia: Kim Cheol-Geon (김철건), Kim Joong-Geon (김중건) e Kim Hak-Bong (김학봉). Il suo nome d'arte era Yaksan (약산 若山), che significa "come una montagna".
Venne purgato da Kim Il-Sung nel 1958. Ci sono differenti versioni della morte di Kim e secondo una di queste, Kim si suicidò con il cianuro.

## Cultura di massa
- È stato interpretato da Jo Seung-woo nel film del 2015 Amsal.